# Palefatídeos
Palefatídeos (Palaephatidae) é uma família de insectos da ordem Lepidoptera.